# Burramys parvus
La zarigüeya pigmea de montaña (Burramys parvus) es un pequeño marsupial diprotodonto del tamaño de un ratón, mide 11 cm y pesa 45 gramos, que habita en Australia. Es un animal nocturno y vive en taludes rocosos alpinos y en campos de rocas, principalmente al sur del estado de Victoria y alrededor del monte Kosciuszko en el Parque nacional Kosciuszko (Nueva Gales del Sur). Su cola mide aprox. 14 cm y es más larga que la cabeza y el cuerpo juntos. Es la única especie sobreviviente del género Burramys, común durante la época Eoceno.